# Gurmels
Gurmels (französisch Cormondes; in der benachbarten frankoprovenzalischen Mundart Kormondèⓘ) ist eine politische Gemeinde im Seebezirk (französisch: District du Lac) des schweizerischen Kantons Freiburg. Durch verschiedene Gemeindefusionen entstand die heutige Grossgemeinde Gurmels, bestehend aus dem eigentlichen Dorf Gurmels sowie Kleingurmels, Monterschu, Guschelmuth, Cordast, Liebistorf und Wallenbuch.

## Geographie
Gurmels liegt auf 542 m ü. M., 6 km südöstlich des Bezirkshauptortes Murten (Luftlinie). Das Haufendorf erstreckt sich am Südrand der breiten Talniederung der Biberen, in einer Mulde beidseits des Cordastbaches, am Westfuss des Grossholzes, im nördlichen Freiburger Mittelland.
Die Fläche des 17,2 km² grossen Gemeindegebiets umfasst einen Abschnitt der vom eiszeitlichen Rhonegletscher überformten Molassehöhen zwischen dem Murtensee im Nordwesten und dem Saanetal im Südosten. Den zentralen Gemeindeteil bildet die bis zu 1 km breite von der Biberen durchflossene Talmulde bei Gurmels, die im Osten vom Grossholz (604 m ü. M.), im Süden von der Höhe bei Monterschu und im Westen vom Hügelrücken Lengi Zelg (bis 600 m ü. M.) begrenzt wird. Nach Südosten reicht die Gemeindefläche über einen flachen Sattel bis an den Schiffenensee in der Nähe seiner Staumauer. Im Nordwesten verläuft die Grenze stets im Bereich des Biberentals.
Südwestlich von Gurmels erstreckt sich der Gemeindeboden über das vom Hügelrücken Lengi Zelg und dem Bulliardholz (mit 668 m ü. M. der höchste Punkt von Gurmels) flankierte Tal des Cordastbaches bis auf das Hochplateau von Cordast mit dem Quellgebiet der Biberen und auf die Höhen des Monterschuwaldes (667 m ü. M.) und das Bouleywaldes (666 m ü. M.).
Nach Nordosten reicht das Gebiet entlang der Biberen talabwärts, die hier im Norden vom Galmwald (588 m ü. M.), im Süden von Kapitelwald und dem bereits zum Kanton Bern gehörenden Röseliwald flankiert wird. Als Exklave gehört auch das Dorf Wallenbuch auf einem Plateau zwischen den Tälern von Biberen und Saane zu Gurmels. Ganz im Osten reicht das Gemeindegebiet über den bewaldeten Steilhang in die breite Talebene der Saane hinunter. Von der Gemeindefläche entfielen 1997 8 % auf Siedlungen, 20 % auf Wald und Gehölze, 71 % auf Landwirtschaft, und etwas weniger als 1 % war unproduktives Land.
Gurmels besteht aus:
- dem Dorf Gurmels, 542 m ü. M., 1540 Einwohner, mit dem Ortsteil Dürrenberg (542 m ü. M.) im Tal der Biberen östlich an Gurmels anschliessend und dem Weiler Monterschu (599 m ü. M.) auf der Höhe zwischen dem Cordastbach und dem Schiffenensee.
- Cordast, 607 m ü. M., 780 Einwohner, auf einem Plateau westlich des Bulliardholzes.
- Guschelmuth, 327 Einwohner, bestehend aus Grossguschelmuth (581 m ü. M.) und Kleinguschelmuth (566 m ü. M.), beide am rechten Talhang der Biberen.
- Liebistorf, 524 m ü. M., 642 Einwohner, im Biberental südöstlich des Galmwaldes.
- Wallenbuch, 532 m ü. M., 132 Einwohner, auf einem Plateau zwischen dem Biberental und dem Saanetal.

Im Weiteren gehören mehrere Weiler sowie zahlreiche Einzelhöfe zu Gurmels. Nachbargemeinden von Gurmels sind Kleinbösingen, Düdingen, Courtepin, Cressier, Murten, Ulmiz und das keiner Gemeinde zugehörige Gebiet Staatswald Galm im Kanton Freiburg sowie Laupen, Kriechenwil und Ferenbalm im Kanton Bern.

## Bevölkerung
Mit 4695 Einwohnern (Stand 31. Dezember 2023) gehört Gurmels zu den mittelgrossen Gemeinden des Kantons Freiburg. Von den Bewohnern sind 92,7 % deutschsprachig, 4,1 % französischsprachig, 1,2 % sprechen Italienisch und 2 % eine andere Sprache (Stand 2006). Die Bevölkerungszahl von Gurmels belief sich 1900 auf 1655 Einwohner (inklusive aller inzwischen eingemeindeter Ortschaften). Im Verlauf des 20. Jahrhunderts nahm die Bevölkerung bis 1970 (1981 Einwohner) langsam aber kontinuierlich zu. Seither wurde ein deutlich verstärktes Bevölkerungswachstum verzeichnet, insbesondere während der 1990er-Jahre.

## Wirtschaft
Gurmels war bis Mitte des 20. Jahrhunderts ein vorwiegend durch die Landwirtschaft geprägtes Dorf. Noch heute haben der Ackerbau, der Obstbau sowie die Milchwirtschaft und die Viehzucht einen wichtigen Stellenwert in der Erwerbsstruktur der Bevölkerung. Zahlreiche weitere Arbeitsplätze sind im lokalen Kleingewerbe und im Dienstleistungssektor vorhanden. In Gurmels und seinen Nachbargemeinden sind heute Betriebe des Baugewerbes, der Informatik, des Metallbaus, der Feinmechanik sowie Schreinereien und Schlossereien vertreten. Gurmels ist Standort des Altersheims Hospiz Sankt Peter. In den letzten Jahrzehnten hat sich das Dorf auch zu einer Wohngemeinde entwickelt. Viele Erwerbstätige sind deshalb Wegpendler, die hauptsächlich in den Regionen Freiburg, Murten und Bern arbeiten.

## Verkehr
Die Gemeinde ist verkehrsmässig recht gut erschlossen. Sie liegt an der Verbindungsstrasse von Murten nach Düdingen. Die nächsten Anschlüsse an die Autobahnen A1 (Bern-Lausanne) und an die A12 (Bern-Vevey) sind jeweils rund 7 km vom Ortskern von Gurmels entfernt. Durch die Postautokurse, die auf den Strecken von Murten nach Düdingen und von Kerzers nach Düdingen verkehren, ist Gurmels an das Netz des öffentlichen Verkehrs angebunden.

## Geschichte
Das Gemeindegebiet von Gurmels war schon sehr früh besiedelt. Einzelne Spuren der Anwesenheit des Menschen im Neolithikum wurden im Biberental entdeckt. Auch während der Römerzeit sowie zur burgundischen Zeit war das Gebiet bewohnt, was durch ein Gräberfeld bei Dürrenberg nachgewiesen werden konnte.
Die erste urkundliche Erwähnung von Gurmels erfolgte 1186 unter dem Namen Cormulnes. Später erschienen die Bezeichnungen Cormunt (1228), Cormugnes (1242) und Curmmonnes (1363). Die deutschen Versionen sind von 1240 (Gurmols), 1246 (Gurmurs) und 1250 (Gurmels) überliefert. Der Ortsname geht auf das lateinische Wort curtis (Hof) und den germanischen Personennamen Mundo zurück und bedeutet demnach Hof des Mundo.
Seit dem Mittelalter war Gurmels im Besitz der Grafen von Thierstein. 1442 kam das Dorf durch Kauf unter die Herrschaft von Freiburg und gehörte fortan zur Alten Landschaft (Spitalpanner). Gurmels wurde 1525 und 1605 von schweren Feuersbrünsten heimgesucht. Nach dem Zusammenbruch des Ancien Régime (1798) gehörte Gurmels während der Helvetik zunächst zum Distrikt Murten, ab 1803 zum Bezirk Freiburg und ab 1831 zum Deutschen Bezirk Freiburg, bevor es 1848 mit der neuen Kantonsverfassung in den Seebezirk eingegliedert wurde.

### Gemeindefusionen
Die erste Gemeindefusion wurde am 1. Januar 1978 vollzogen, als der Weiler Monterschu mit dem damals Grossgurmels genannten Hauptdorf zusammengelegt wurde, wobei sich die neue Gemeinde fortan Gurmels nannte. Im Rahmen der seit 2000 vom Kanton Freiburg geförderten Gemeindefusionen kam es gleich zu Beginn am 1. Januar 2000 zu einer weiteren Fusion, als Kleingurmels eingemeindet wurde.
Bei den Gemeindeversammlungen am 28. Juni 2002 entschieden sich auch Guschelmuth und die freiburgische Exklave Wallenbuch deutlich sowie Liebistorf relativ knapp für eine Eingemeindung nach Gurmels. Die Fusion wurde am 1. Januar 2003 rechtskräftig. Per 1. Januar 2005 stiess auch noch die frühere Gemeinde Cordast zur neuen Gemeinde Gurmels. Dies geschah rückwirkend, da bis nach dem vorgesehenen Fusionszeitpunkt noch ein Verfahren vor dem kantonalen Verwaltungsgericht hängig war.

## Sehenswürdigkeiten
In Gurmels steht die Pfarrkirche Sankt German, die 1228 erwähnt, vermutlich jedoch bereits im 9. oder 10. Jahrhundert gegründet wurde. Der heutige Bau stammt aus verschiedenen Epochen: der Chor und der Unterteil des Turms im Stil der Spätgotik von 1605, das neugotische dreischiffige Langhaus von 1900. Im Ortsteil Dürrenberg ist die Marienkirche seit 1339 belegt. Sie war zeitweise ein bedeutendes Wallfahrtsziel. In Gurmels sowie in den Nachbardörfern sind einige charakteristische Bauernhäuser aus dem 17. bis 19. Jahrhundert erhalten.

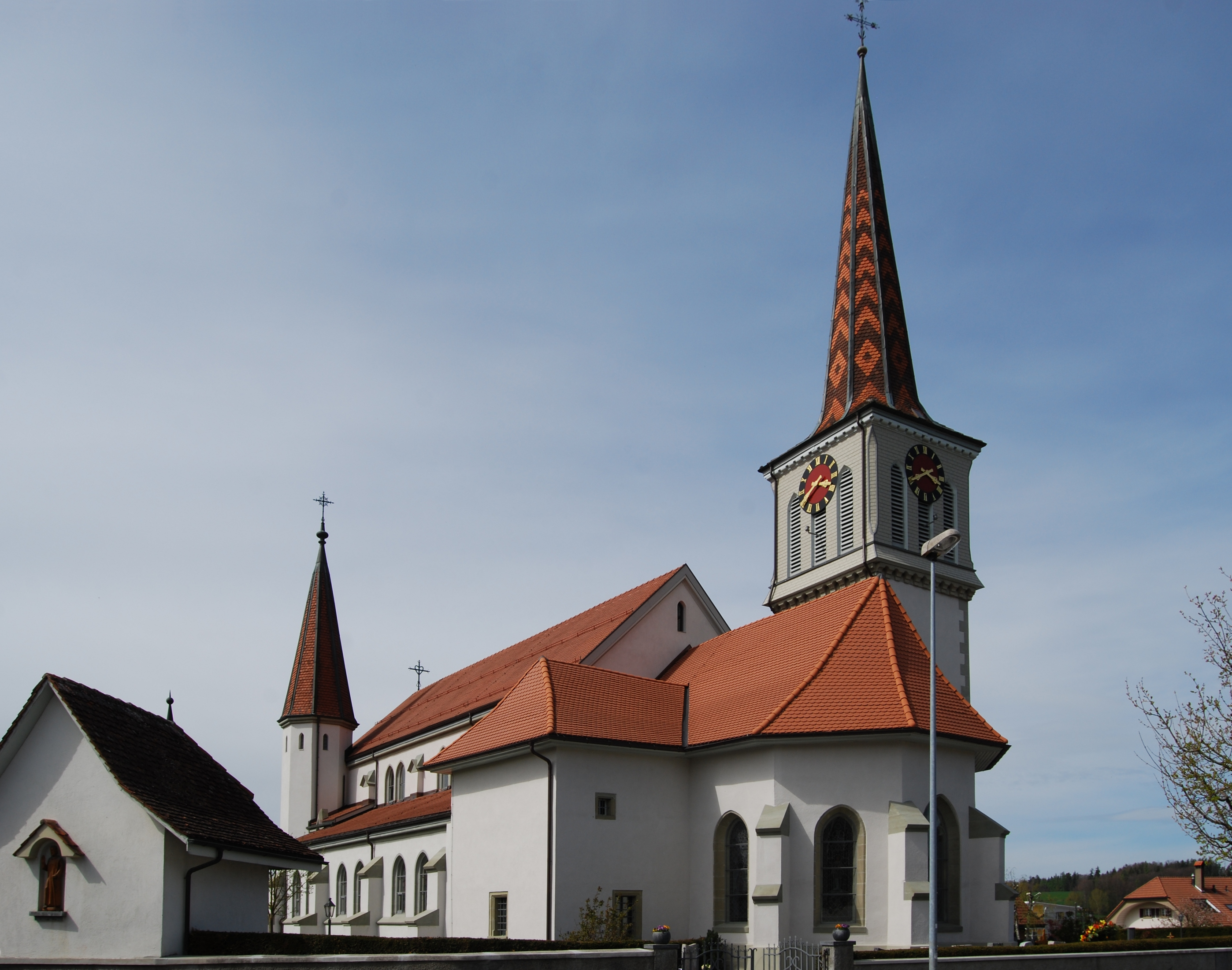
Katholische Kirche St. German
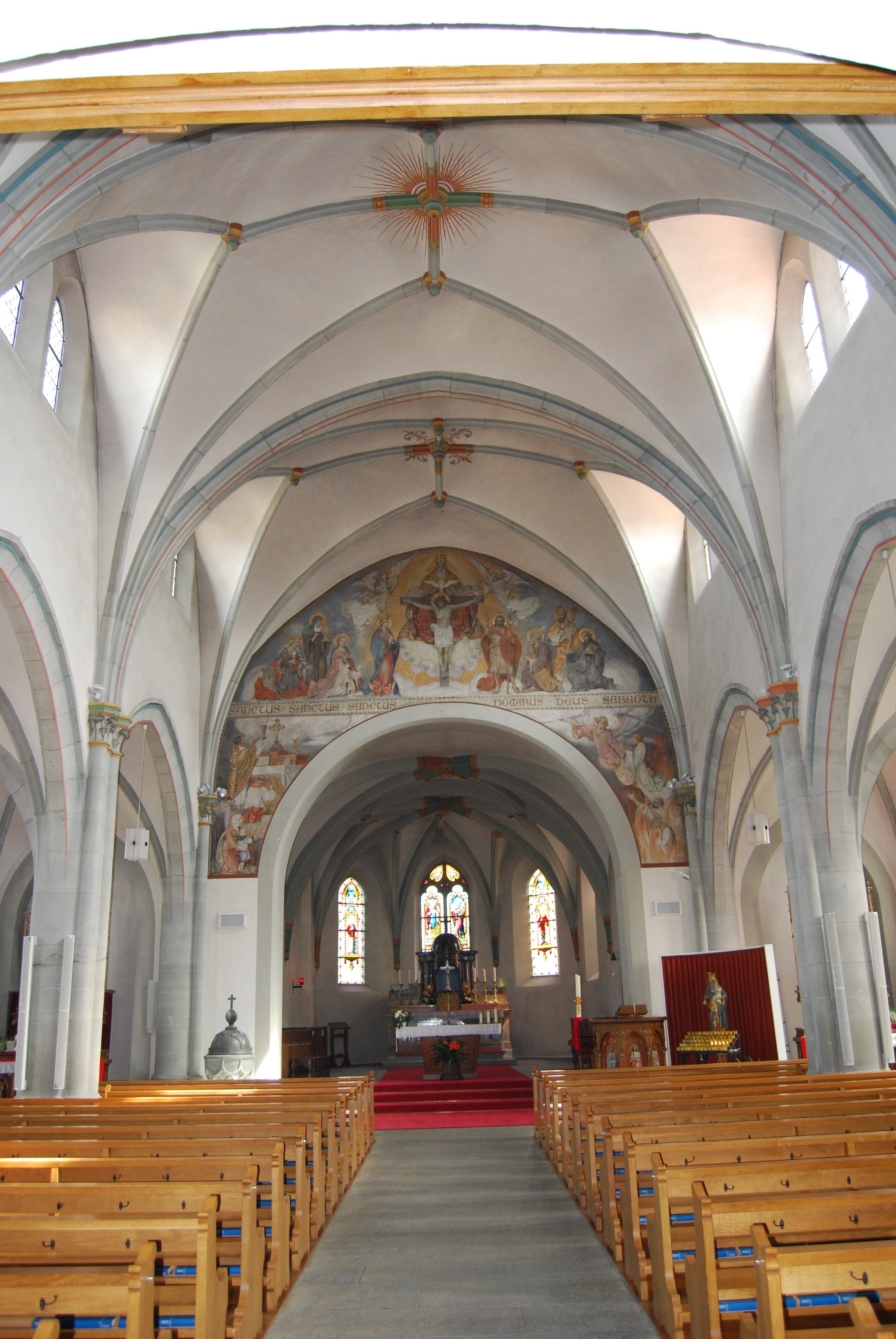
Innenansicht der Kirche St. German
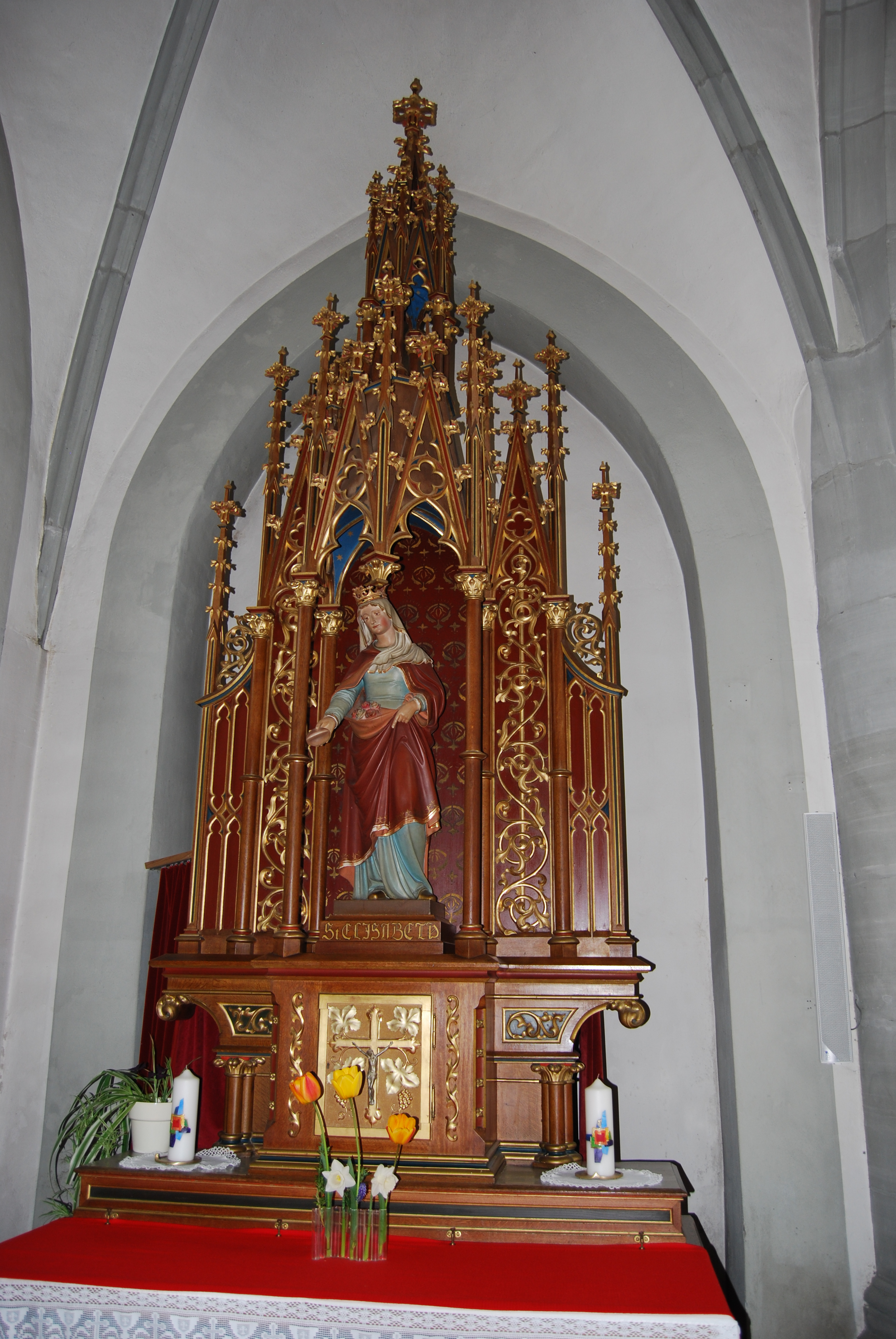
Seitenaltar der Kirche St. German